# Fernan Lake Village
Fernan Lake Village es una ciudad ubicada en el condado de Kootenai en el estado estadounidense de Idaho. En el año 2010 tenía una población de 169 habitantes y una densidad poblacional de 845 personas por km².

## Geografía
Fernan Lake Village se encuentra ubicado en las coordenadas 47°40′20″N 116°44′52″O / 47.67222, -116.74778. Según la Oficina del Censo, la localidad tiene un área total de 0,2 km² (0,1 mi²), de la cual 0,2 km² (0,1 mi²) es tierra y 0 km² (0 mi²) (0.0%) es agua.

## Demografía
En el 2000 la renta per cápita promedia del hogar era de $68,125, y el ingreso promedio para una familia era de $73,125. En 2000 los hombres tenían un ingreso per cápita de $80,393 contra $43,125 para las mujeres. El ingreso per cápita para la localidad era de $35,384. Alrededor del 14.6% de la población estaba bajo el umbral de pobreza nacional.